# Stingray (torpédo)
Stingray je britské lehké 330mm torpédo vyráběné společností GEC-Marconi, kterou později odkoupila firma BAE Systems. Začalo se používat v roce 1983 a dnes je ve výzbroji Britského královského námořnictva, Norského královského námořnictva, Thajského královského námořnictva, Rumunského námořnictva a Marockého královského námořnictva.

## Vývoj
V 50. letech 20. století bylo Britské královské námořnictvo vyzbrojeno britskými torpédy Mk 30, která byla shazována ze vzduchu. Jednalo se o pasivní samonaváděcí zbraně, které se spoléhaly na detekci hluku z ponorkových cílů. S poklesem hladiny hluku z ponorek se však tyto zbraně staly neúčinnými. Návrh britského torpéda Mk 31, které mělo využívat aktivní echolokační sonar, nebyl vládou schválen k výrobě. V šedesátých letech byla pro Royal Navy zakoupena americká torpéda Mk 44, která tuto úlohu plnila, a později byla nahrazena americkými torpédy Mk 46.
Snaha nebýt závislý na nákupu amerických torpéd vedla v roce 1964 k zahájení výzkumného programu vývoje britského torpéda. Původně bylo označeno jako NASR 7511 (Naval and Air Staff Requirement), koncem 70. let 20. st. bylo označeno jako torpédo Sting Ray.

### Konstrukce

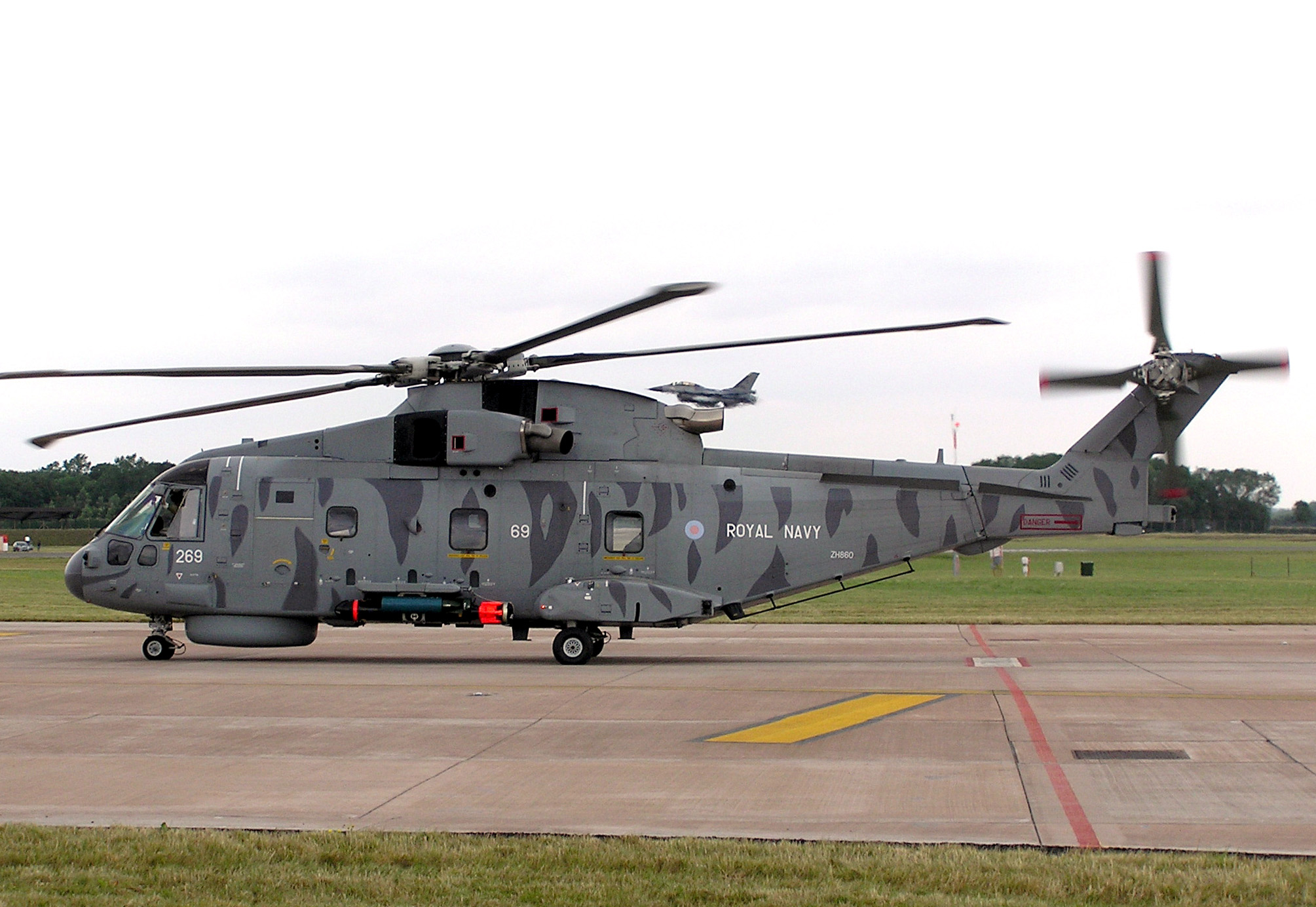
Vrtulník Merlin HM1 vyzbrojený torpédem Stingray

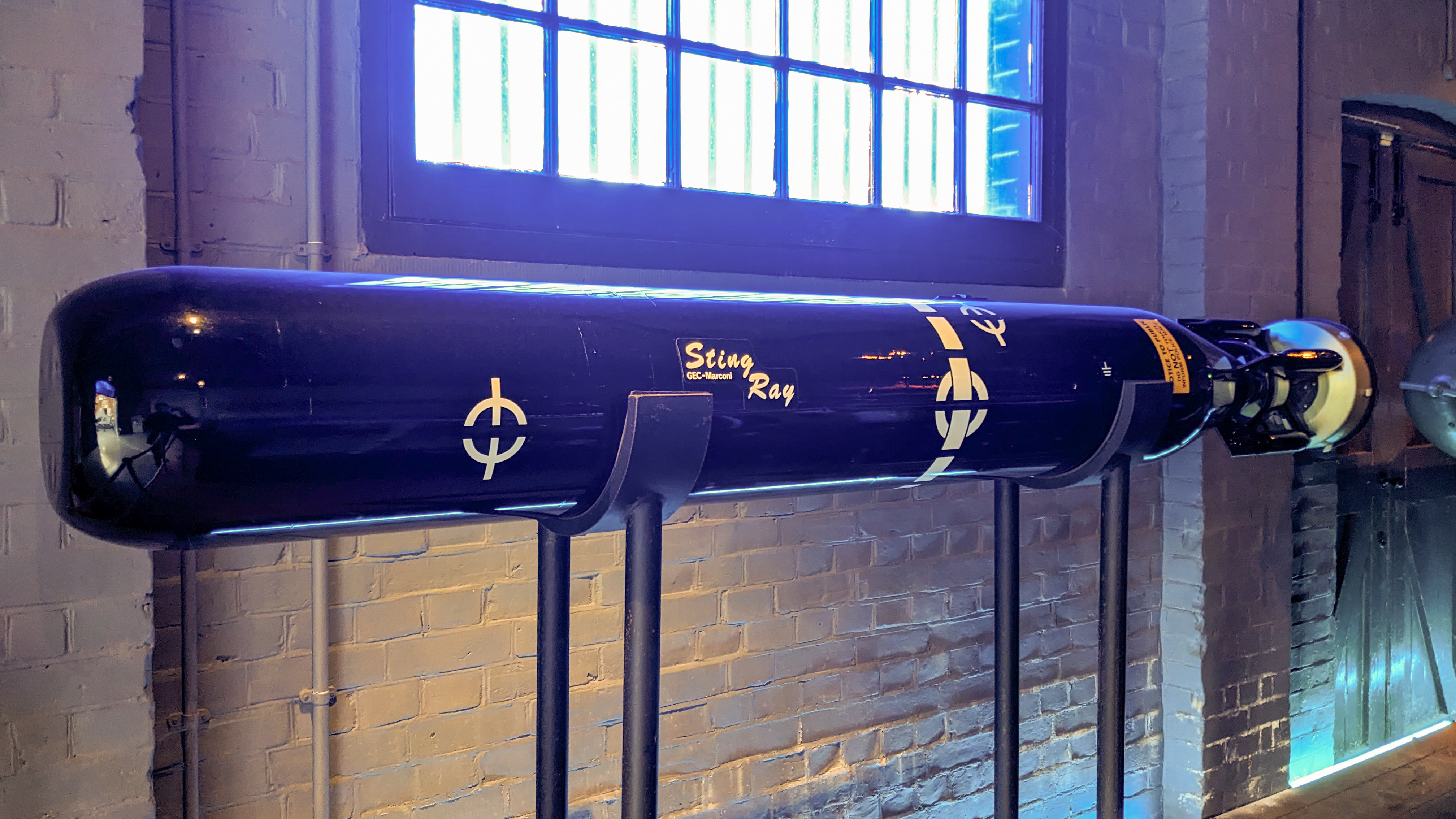
Torpédo Stingray v muzeu ve Velké Británii

Konstrukční studie z poloviny 60. let navrhovaly, aby za bojovou hlavicí byla umístěna nádrž s polyethylenglykolem. Tento polymer by se vylučoval na přídi torpéda, aby se snížil součinitel odporu vzduchu. Experimenty s torpédy poháněnými vztlakem v roce 1969 ukázaly snížení součinitele odporu až o 25 %. V roce 1969 však byl tento plán zamítnut ve prospěch nesení větší baterie.
Naváděcí systém vyvinutý v polovině 60. let obsahoval rotující magnetický disk, na němž byly vyleptány akustické algoritmy, ale ten byl nahrazen technologií integrovaných obvodů, protože disk někdy nevydržel náraz zbraně do moře při odpálení z velké výšky.
Původní koncepce hlavice počítala s jednoduchou všesměrovou výbušnou náloží. Studie ze 70. let však ukázaly, že by byla nedostatečná proti velkým ponorkám s dvojitým trupem, které tehdy vstupovaly do služby. Při výrobě zbraně byla použita hlavice se směrovanou energií.
V roce 1976 musely být návrhy zcela přepracovány. Výměna projektu za nákup hotového amerického torpéda nepřipadala v úvahu, protože se očekávalo, že torpédo bude lepší, a navíc by bylo celé navrhnuté a vyrobené ve Velké Británii.

### Výroba
Torpédo bylo vyráběno v závodech MSDS v Nestonu v hrabství Cheshire a MUSL ve Farlingtonu a Waterlooville u Portsmouthu. Naváděcí systémy vyráběla firma Sperry Gyroscope Company.

## Modernizace
Základní verze Sting Ray Mod 0 byla oficiálně zařazena roku 1983, ale už dříve byla nasazena ve falklandské válce. Roku 2001 byla zavedena verze Sting Ray Mod 1, mimo jiné vybavená vylepšeným sonarem, taktickým řídicím systémem a novou baterií aktivovanou mořskou vodou. Od roku 2013 byla torpéda verze Sting Ray Mod 1 vybavována bezpečnější necitlivou hlavicí. Roku 2019 začaly práce na předběžných studiích verze Sting Ray Mod 2. V září 2024 ministerstvo obrany informovalo, že společnost BAE Systems získala zakázku na posouzení modernizace torpéda na verzi Sting Ray Mod 2.

## Nasazení

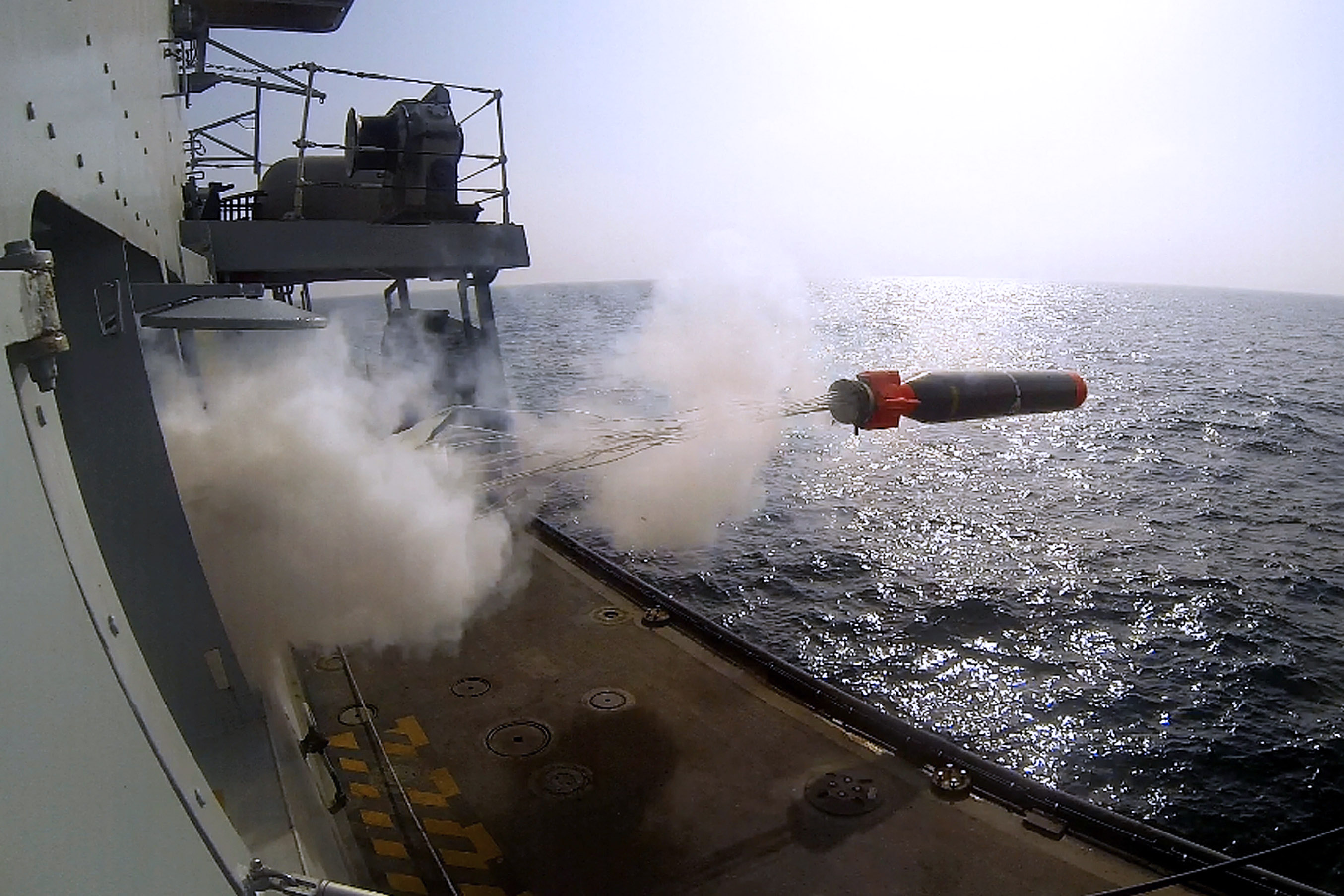
Torpédo Stingray odpálené z britské fregaty HMS Westminster (F237)

Původní provozní verze torpéda (Sting Ray Mod 0) je oficiálně jako ta, která vstoupila do služby v roce 1983, ačkoli kniha Marka Higgitta Through Fire and Water (2013), která vypráví příběh britské fregaty HMS Ardent během války o Falklandy, uvádí, že operační torpéda Stingray byla na loď převedena těsně před jejím vyplutím 19. dubna 1982 za podmínek velkého utajení. Je poháněno tryskovým čerpadlem poháněným elektromotorem. Energii dodává hořčíková / stříbro-chloridová baterie. Způsob pohonu kombinuje vysokou rychlost, hloubkové ponory, obratnost a nízkou hladinu hluku. Informace o cíli a prostředí poskytuje zbrani odpalovací platforma. Po vypuštění funguje autonomně, taktický software vyhledá cíl pomocí aktivního sonaru a poté jej bez další pomoci navádí. Software je navržen tak, aby se vypořádal s použitím protiopatření ze strany cíle. Zbraň je určena k odpálení z letadel s pevným nebo rotujícím křídlem a z hladinových válečných lodí proti ponorkovým cílům.
Vývoj torpéda stál 920 milionů liber. Torpédo Mark 24 Tigerfish odpalované z ponorek rovněž překročilo svůj původní rozpočet.

## Verze
- Stingray Mod 0 – Základní verze oficiálně zařazená roku 1983.
- Stingray Mod 1 – Zařazena roku 2001. Dloužit má do roku 2030.
- Stingray Mod 2 – Perspektivní verze.

## Uživatelé
- Maroko
- Norsko
- Rumunsko
- Spojené království
- Thajsko

## Technické specifikace
- Průměr: 330 mm
- Hmotnost: 267 kg
- Hmotnost bojové hlavice: 45 kg
- Délka: 2,6 m
- Maximální rychlost: 45 uzlů (83 km/h)
- Dosah: 8-11 km
- Operační ponor: 800 m
- Naváděcí systém: aktivní/pasivní sonar